# 羅特山 (德國)
47°38′54″N 11°51′59″E / 47.64835°N 11.8664°E

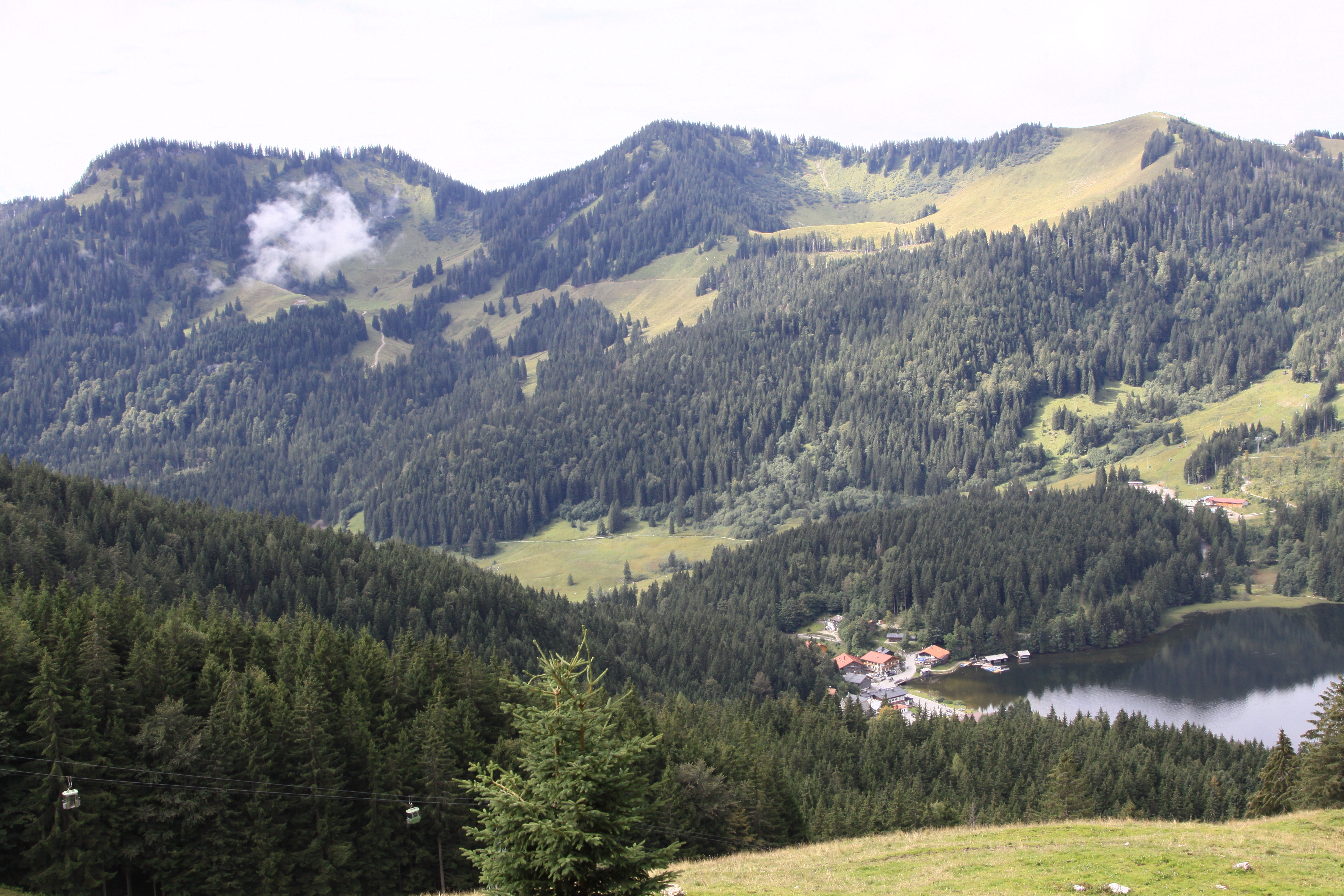

羅特山（德語：Rotkopf），是德國的山峰，位於該國東南部，由巴伐利亞負責管轄，屬於巴伐利亞前阿爾卑斯山脈中芒法爾山脈的一部分，海拔高度1,602米，每年平均降雨量1,764毫米。